# Die Abenteuer des Prinzen Achmed
Die Abenteuer des Prinzen Achmed ("Prins Achmeds äventyr") är en tysk tecknad äventyrsfilm från 1926 i regi av Lotte Reiniger. 
Handlingen följer en arabisk prins med flera motiv tagna ur sagosamlingen Tusen och en natt. Reiniger använde en animationsteknik med utklippta silhuetter som fotograferades. 
Filmen spelades in 1923–1925 och hade världspremiär i Berlin den 2 maj 1926, med originalmusik komponerad av Wolfgang Zeller.
Den var världens tredje första animerade långfilm, och är den allra äldsta som finns bevarad. Filmen restaurerades 1999.
Svenska rockbandet Dungen släppte ett soundtrack-album till denna film i november 2016.